# Valkyriegade
Valkyriegade er en gade i Haraldsgadekvarteret på Ydre Nørrebro i København. Den er en parallelgade til Slangerupgade og starter ved Sigynsgade og ender ved Haraldsgade.
Gaden er navngivet efter valkyrierne, som i den nordiske mytologi var kvinder, som udvalgte de mænd, der skulle falde i kampen og sendes til Valhal.
Valkyriegade er en stille og velordnet gade, udelukkende beboelse i fire etager i rødt murstensbyggeri. Det er socialt boligbyggeri fra 1930'erne.
Nr. 8-12 er bygget i 1932 for Pensionskassen for sygeplejersker af arkitekterne Schou og Wagner-Petersen. Bemærk den meget fine løsning på at røde mursten er dyre og ældes smukkest, og derfor vender ud mod gaden og at man mod gården ofte bruger de billigere gule. Der er en aftrapning i hver ende, hvor den lidt fremspringende midte er skiftevis af gule og røde mursten.
Nr. 2-6 har nogle søde små relieffer over dørene, en billedserie der viser en mand og kvinde, først tilnærmelsen, forspillet, småbørn, børn, ungdom og tilnærmelse igen.
I 1940-50 lå der en viktualiehandler i nr. 2, hvor der nu er pizzeria. I 1950'erne fandt man beboere som en malermester, en lærer, et bankbud og en marketender Dannemand Sørensen (Nr. 1)